# Liste des titres musicaux numéro un en France en 1962
Cette page liste les singles classés n°1 des ventes de disques en France durant l'année 1962.

## Classement des singles
| Semaine | Sortie        | Artiste         | Titre                          |
| ------- | ------------- | --------------- | ------------------------------ |
| 1       | 6 janvier     | Henri Tisot     | L'Auto-circulation             |
| 2       | 13 janvier    | Henri Tisot     | L'Auto-circulation             |
| 3       | 20 janvier    | Henri Tisot     | L'Auto-circulation             |
| 4       | 27 janvier    | Henri Tisot     | L'Auto-circulation             |
| 5       | 3 février     | Henri Tisot     | L'Auto-circulation             |
| 6       | 10 février    | Henri Tisot     | L'Auto-circulation             |
| 7       | 17 février    | Henri Tisot     | L'Auto-circulation             |
| 8       | 24 février    | Henri Tisot     | L'Auto-circulation             |
| 9       | 3 mars        | Henri Tisot     | L'Auto-circulation             |
| 10      | 10 mars       | Henri Tisot     | L'Auto-circulation             |
| 11      | 17 mars       | Johnny Hallyday | Retiens la nuit                |
| 12      | 24 mars       | Johnny Hallyday | Retiens la nuit                |
| 13      | 31 mars       | Johnny Hallyday | Retiens la nuit                |
| 14      | 7 avril       | Johnny Hallyday | Retiens la nuit                |
| 15      | 14 avril      | Richard Anthony | La Leçon de twist              |
| 16      | 21 avril      | Richard Anthony | La Leçon de twist              |
| 17      | 28 avril      | Johnny Hallyday | Retiens la nuit                |
| 18      | 5 mai         | Johnny Hallyday | Retiens la nuit                |
| 19      | 12 mai        | Richard Anthony | La Leçon de twist              |
| 20      | 19 mai        | Henri Tisot     | La Dépigeonnisation            |
| 21      | 26 mai        | Henri Tisot     | La Dépigeonnisation            |
| 22      | 2 juin        | Henri Tisot     | La Dépigeonnisation            |
| 23      | 9 juin        | Johnny Hallyday | Serre la main d'un fou         |
| 24      | 16 juin       | Johnny Hallyday | Serre la main d'un fou         |
| 25      | 23 juin       | Johnny Hallyday | Serre la main d'un fou         |
| 26      | 30 juin       | Johnny Hallyday | Serre la main d'un fou         |
| 27      | 7 juillet     | Dalida          | Le Petit Gonzales              |
| 28      | 14 juillet    | Dalida          | Le Petit Gonzales              |
| 29      | 21 juillet    | Dalida          | Le Petit Gonzales              |
| 30      | 28 juillet    | Johnny Hallyday | Pas cette chanson              |
| 31      | 4 août        | Richard Anthony | J'entends siffler le train     |
| 32      | 11 août       | Richard Anthony | J'entends siffler le train     |
| 33      | 18 août       | Richard Anthony | J'entends siffler le train     |
| 34      | 25 août       | Richard Anthony | J'entends siffler le train     |
| 35      | 1er septembre | Richard Anthony | J'entends siffler le train     |
| 36      | 8 septembre   | Richard Anthony | J'entends siffler le train     |
| 37      | 15 septembre  | Richard Anthony | J'entends siffler le train     |
| 38      | 2 septembre   | Richard Anthony | J'entends siffler le train     |
| 39      | 29 septembre  | Richard Anthony | J'entends siffler le train     |
| 40      | 6 octobre     | Richard Anthony | J'entends siffler le train     |
| 41      | 13 octobre    | Richard Anthony | J'entends siffler le train     |
| 42      | 20 octobre    | Richard Anthony | J'entends siffler le train     |
| 43      | 27 octobre    | Richard Anthony | J'entends siffler le train     |
| 44      | 3 novembre    | Richard Anthony | J'entends siffler le train     |
| 45      | 10 novembre   | Richard Anthony | J'entends siffler le train     |
| 46      | 17 novembre   | Richard Anthony | J'entends siffler le train     |
| 47      | 24 novembre   | Richard Anthony | J'entends siffler le train     |
| 48      | 1er décembre  | Johnny Hallyday | L'idole des jeunes             |
| 49      | 8 décembre    | Françoise Hardy | Tous les garçons et les filles |
| 50      | 15 décembre   | Françoise Hardy | Tous les garçons et les filles |
| 51      | 22 décembre   | Françoise Hardy | Tous les garçons et les filles |
| 52      | 29 décembre   | Françoise Hardy | Tous les garçons et les filles |